# آکادمی معماری برلین

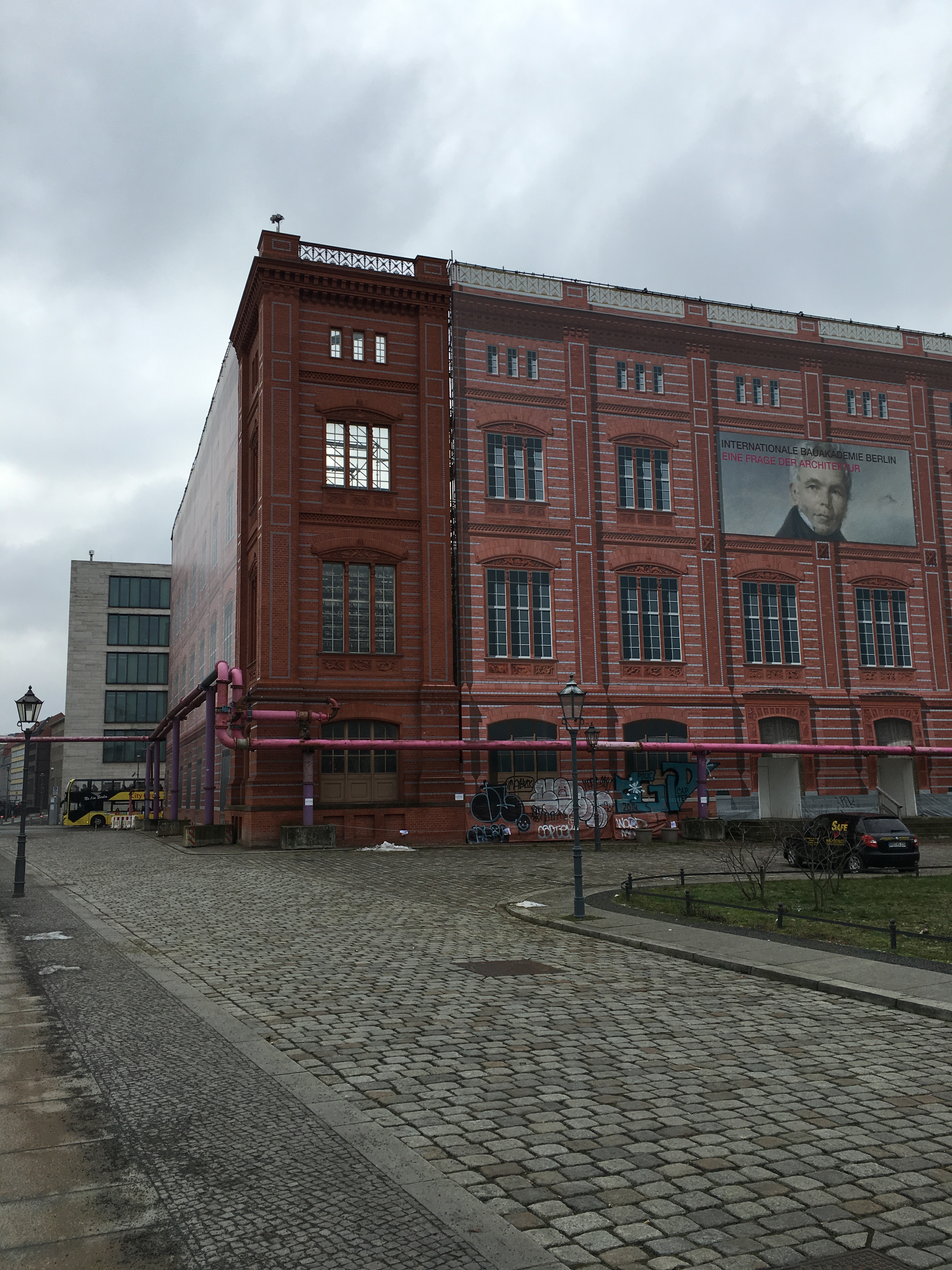
نمایی از آکادمی

آکادمی معماری برلین (به انگلیسی: Berlin Building Academy)بین سالهای ۱۸۳۲ تا ۱۸۳۶ در برلین برگزار می‌شد. در آن دوره استفاده از آجر در ساخت بناها بسیار رایج بود.
محل برگزاری آکادمی معماری برلین که توسط کارل فریدریش شینکل ابداع شد، در نزدیکی کاخ شهر برلین، در شورای عالی معماری بود.
حدود ۵۰ سال بعد، این آکادمی به استاتلیچ بیلدستل تغییر نام داد و مدیریت آن به آلبرت میدنبر سپرده شد. همچنین در آن حدود۲۰۰۰۰ تصویر از ساختمان‌های مختلف آلمان و دیگر کشورهای گردآوری شد.

## تاریخچه
آکادمی معماری برلین در جنگ جهانی دوم آسب فراوانی دید و پس از مدتی ترمیم شد. اما در سال ۱۹۶۲ برای ایجاد ساختمان وزارت امور خارجه آینده شرق آلمان تخریب شد.
در سال ۱۹۹۵ ساختمان وزارت امور خارجه آلمان تخریب شد و از آن زمان درخواست برای بازسازی ساختمان آکادمی معماری برلین با مقامات فدرال مطرح شد.در سال ۲۰۰۱ موزه معماری برلین برای محل برگزاری این آکادمی پیشنهاد شد.
هزینه بازسازی آکادمی معماری برلین ۵۱میلیون یورو برآورد شده است.